# Burg Le Guildo

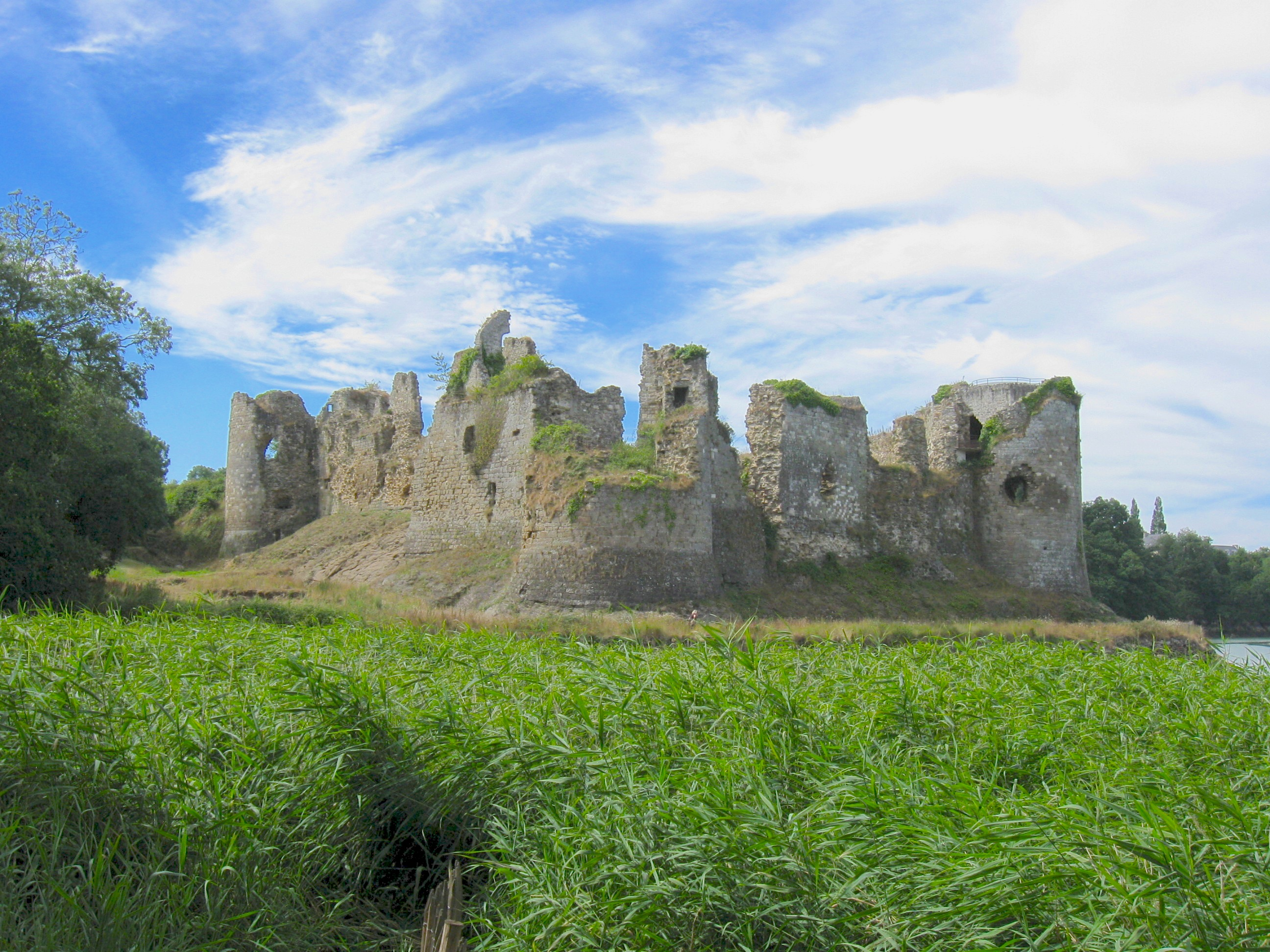
Burgruine Le Guildo

Die Burg Le Guildo befindet sich in der Gemeinde Créhen (Département Côtes-d’Armor), an der Grenze zu den Gemeinden Saint-Jacut-de-la-Mer und Trégon. Es handelt sich um einen Burghof mit einer Fläche von ca. 3200 Quadratmeter, der 20 Meter über dem Arguenon liegt, an dessen Mündung er sich befindet. Die Burg liegt sich auf einem Felsvorsprung aus Glimmerschiefer, der von einer Doleritbank durchzogen ist. Sie wird im Norden und Westen vom Arguenon und im Osten von einem steilen Talweg begrenzt.
Die Burg wurde per Erlass vom 25. Juni 1951 in die Liste der historischen Denkmäler aufgenommen und ist seit 1981 Eigentum des Conseil départemental des Côtes-d´Armor.

## Geschichte

### 11. Jahrhundert
Für die ältesten Zeiträume ist eine Besiedlung ab dem 12. Jahrhundert belegt. Die genaue Art dieser Besiedlung ist jedoch unklar. Der Grundriss eines großflächigen Mischhauses konnte freigelegt werden, das zum Teil aus Stein und zum Teil aus vergänglichen Materialien errichtet wurde. Die Entdeckung von Reitausrüstung lässt vermuten, dass an diesem Ort Reiter und damit wahrscheinlich auch Adlige anwesend waren. Die Verwendung von Mauerwerk beim Bau des Westgiebels ist ebenfalls ein Zeichen für relativen Reichtum. Derzeit können jedoch keine Verteidigungsstrukturen mit Sicherheit dieser ersten Phase zugeordnet werden, deren räumliche Organisation unbekannt ist.

### 12. bis 13. Jahrhundert
In der nächsten Phase wurde die erste Steinburg errichtet, von der teilweise noch die Überreste eines an die Nordkurtine angelehnten Wohnhauses erhalten sind. Es lassen sich drei Ausbaustufen unterscheiden, die alle vor dem letzten Drittel des 13. Jahrhunderts entstanden sind. Die Qualität des Baus, der Reichtum der freigelegten Malereien und der allgemeine Grundriss der Burg, der sich an den königlichen Bauten in Frankreich orientiert, lassen auf einen hochrangigen Auftraggeber schließen, der wahrscheinlich aus dem Umkreis der ersten Herzöge aus der Familie der Kapetinger stammt.

### 14. Jahrhundert
Die dritte Phase folgt auf die Zerstörung der Burg in der Mitte des 14. Jahrhunderts, wahrscheinlich während des Bretonischen Erbfolgekriegs (1341–1364). Nachdem sie eine Zeit lang verlassen war, wurde die Burg vermutlich im letzten Viertel des 14. Jahrhunderts wieder aufgebaut. An der Nordfront wurde ein neues Wohnhaus errichtet, wobei teilweise die Überreste der vorherigen Bauten wiederverwendet wurden. Das Gebäude besteht aus einem großen, niedrigen Saal und einer Reihe von dreistöckigen Wohnungen, die im Osten liegen. Der gesamte Komplex wurde auf einer Kellerebene errichtet. Eine Küche vervollständigt bald das Logis im Westen. Ein neuer Baukörper wurde an der westlichen Festung errichtet. Aufgrund der Einfachheit seiner Architektur und seiner Einrichtung kann er als Unterbringung der Wirtschaftsräume identifiziert werden. Gegenüber diesen Wirtschaftsräumen bildet ein großer Baukörper eine Wiederkehr des an die östliche Festung angelehnten Logis. Dieses Gebäude wird von einer Holzgalerie5 geschmückt, die an der Fassade befestigt ist. In der Mitte des Hofes wurde ein Brunnen gegraben.

### 15. Jahrhundert
Das Wohngebäude wurde in der vierten Phase umfangreich umgebaut, wobei jedoch weder die Funktionen der einzelnen Räume noch die Struktur des Gebäudes selbst verändert wurden. Die Vergrößerung des Wohnhauses führte zu einer zumindest teilweisen Umgestaltung der Wirtschaftsräume. Diese vollständige Instandsetzung kann auf die Mitte des 15. Jahrhunderts datiert werden.
Die Wirtschaftsräume wurden im Zuge dieser Arbeiten ebenfalls umstrukturiert. Ein großer Teil der Gebäude ist dem Pferd oder seiner Pflege gewidmet. Ein zurückliegender Bau im Süden der Commons wird als Stall interpretiert. Er scheint nur einige wenige Pferde beherbergt zu haben, wahrscheinlich die bemerkenswertesten und wertvollsten Tiere. Dieser Bau ist zeitgleich mit der Einrichtung eines echten Wohnappartements entstanden, das sich zwar in einem nichtadligen Bereich befindet, aber von einer gepflegten Einrichtung (Kamin, Fliesenboden) profitiert. Schließlich sind diese Bauten mit dem Umbau der Schmiede und der Einrichtung einer Hufschmiede verbunden. Die gesamte südwestliche Ecke der Burg war also dem Pferd gewidmet. Eine solche Bedeutung muss mit dem Status des Ortes ab der Mitte des 15. Jahrhunderts und dem sehr hohen Rang von Françoise de Dinan, Dame du Guildo, in Verbindung gebracht werden, die in erster Ehe mit Gilles de Bretagne, dem Bruder des Herzogs, und in zweiter Ehe mit dem Grafen Guy XIV. de Laval verheiratet war. Dieses bemerkenswerte Ensemble stellt nach heutigem Wissensstand ein einzigartiges Beispiel für diese Zeit dar.
Die erneute Errichtung von Verteidigungsanlagen der Burg während des Guerre folle zwischen der Bretagne und Frankreich Ende des 15. Jahrhunderts, die in einer Quelle erwähnt wird, wird auch durch die Archäologie belegt. Das Dach der Wirtschaftsgebäude wurde abgebaut und durch eine Holzgalerie ersetzt, deren Pfosten den Boden durchdringen. Ein Ausfalltor und ein Wachposten, der die Eingänge kontrollierte, wurden ebenfalls eingerichtet. Auch die Keller unter dem Nordhaus wurden umgebaut, um zusätzliche Pferde und Futter aufnehmen zu können. Diese Daten werfen ein Schlaglicht auf die Verwendung von Holz in der Verteidigungs- und Belagerungsarchitektur, die im Allgemeinen kaum dokumentiert ist.
Die Zerstörung der Burg während der französisch-bretonischen Kriege Ende des 15. Jahrhunderts, die bereits durch Texte und zahlreiche Spuren des Wiederaufbaus belegt ist, wird durch die Ausgrabung von archäologischen Ebenen bestätigt, die zweifellos mit einer gewaltsamen Zerstörung in Verbindung stehen. Das umfangreiche Münzfundmaterial in den Zerstörungsebenen ermöglicht es, zusammen mit der Analyse der dokumentarischen Quellen, die Einnahme der Burg während des Feldzugs von Louis II. de la Trémoille an der Nordküste der Bretagne im Jahr 1489 zu datieren. Das Châtelet wurde bis auf den Boden des Hofes abgerissen, was die Zerstörung der Schmiede zur Folge hatte. Der polygonale Turm wurde ebenso wie das Wohnhaus in Brand gesteckt. Die Wirtschaftsräume, die bereits teilweise für die Verteidigung zerstört worden waren, wurden zerstört, ebenso wie der Stall.

### 16. Jahrhundert
Weder die Wirtschaftsräume noch der Nordflügel des nördlichen Logis wurden wieder aufgebaut. Die neue Residenz konzentrierte sich auf den Ostflügel. Eine erneute Verteidigung der Burg im Laufe des 16. Jahrhunderts führte nur zu geringfügigen Veränderungen (Errichtung von Wällen in den unteren Räumen).
Ende des 15. Jahrhunderts wurde eine echte Artilleriebastion angelegt, die die Überreste des alten polygonalen Südwestturms umfasste. Dieser Umbau kann mit den bereits in den anderen Untersuchungsgebieten festgestellten Elementen in Verbindung gebracht werden, die den Ligakriegen zuzuschreiben sind. Sie zeugen von der Anpassung der alten Festungen an neue Kampftechniken durch den Bau dieser Bastion, die den Eingang zur Burg verteidigen und den Übergang über den Arguenon befehligen sollte. Diese strategisch wichtige und stark verteidigte Position erklärt besser die zahlreichen berichteten Kämpfe um die Kontrolle von Le Guildo zwischen 1590 und 1598 und die Gewalt, mit der sie ausgetragen wurden.

### 17. Jahrhundert
Während der Ligakriege wurde die Burg mehrmals belagert und erlitt schwere Schäden. Sie wurde nach und nach aufgegeben und verfiel langsam. Sein Hof wurde verpachtet und ab 1770 mit Mais bepflanzt. Die Ausgrabung eines wahrscheinlichen Schweinestalls im Hof ist zwar anekdotisch, zeigt aber den langsamen Niedergang und die allmähliche Aufgabe der Anlage im 17. und 18. Jahrhundert.

Ansichten der Burg
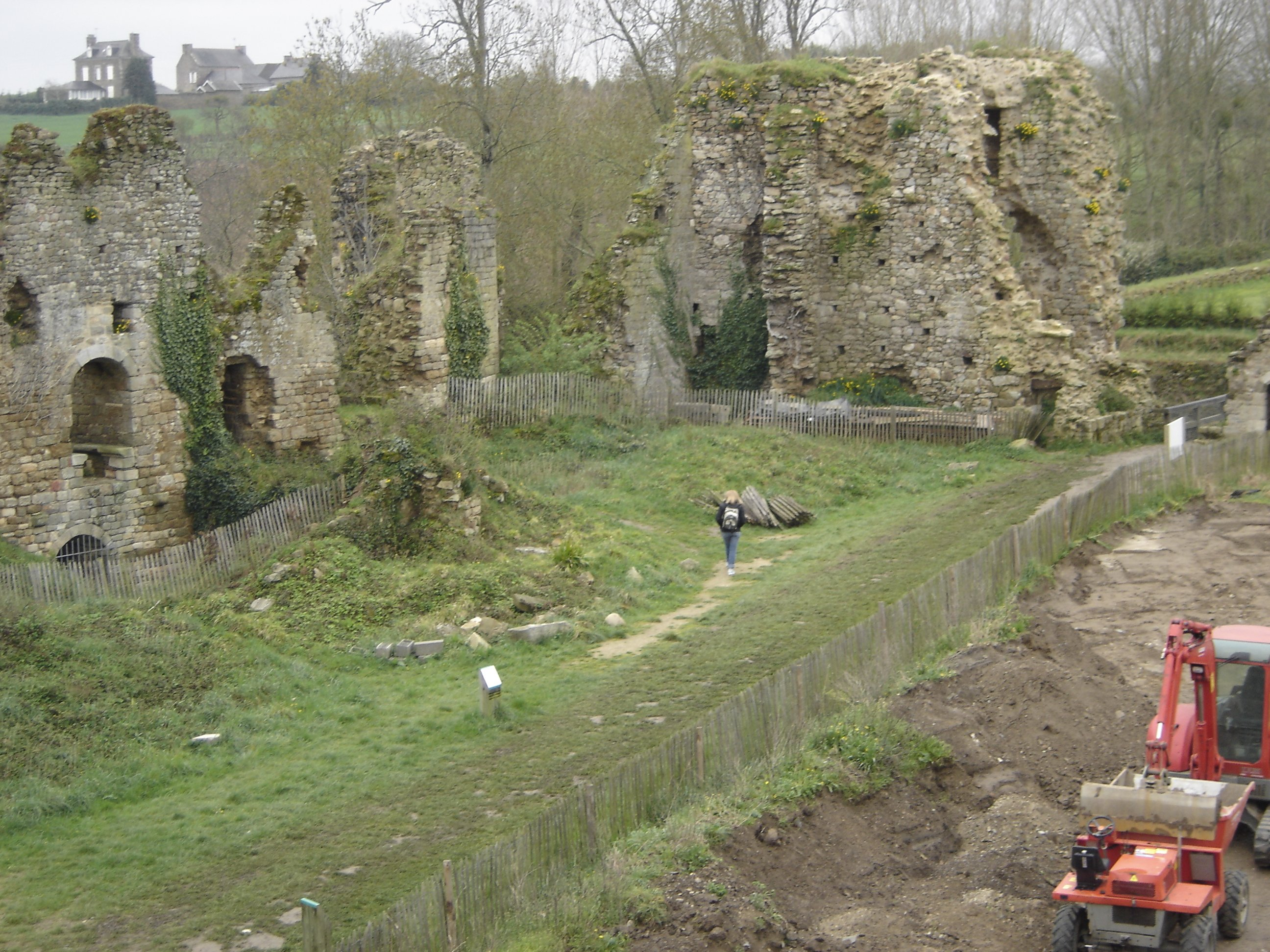
Ausgrabungen 2006
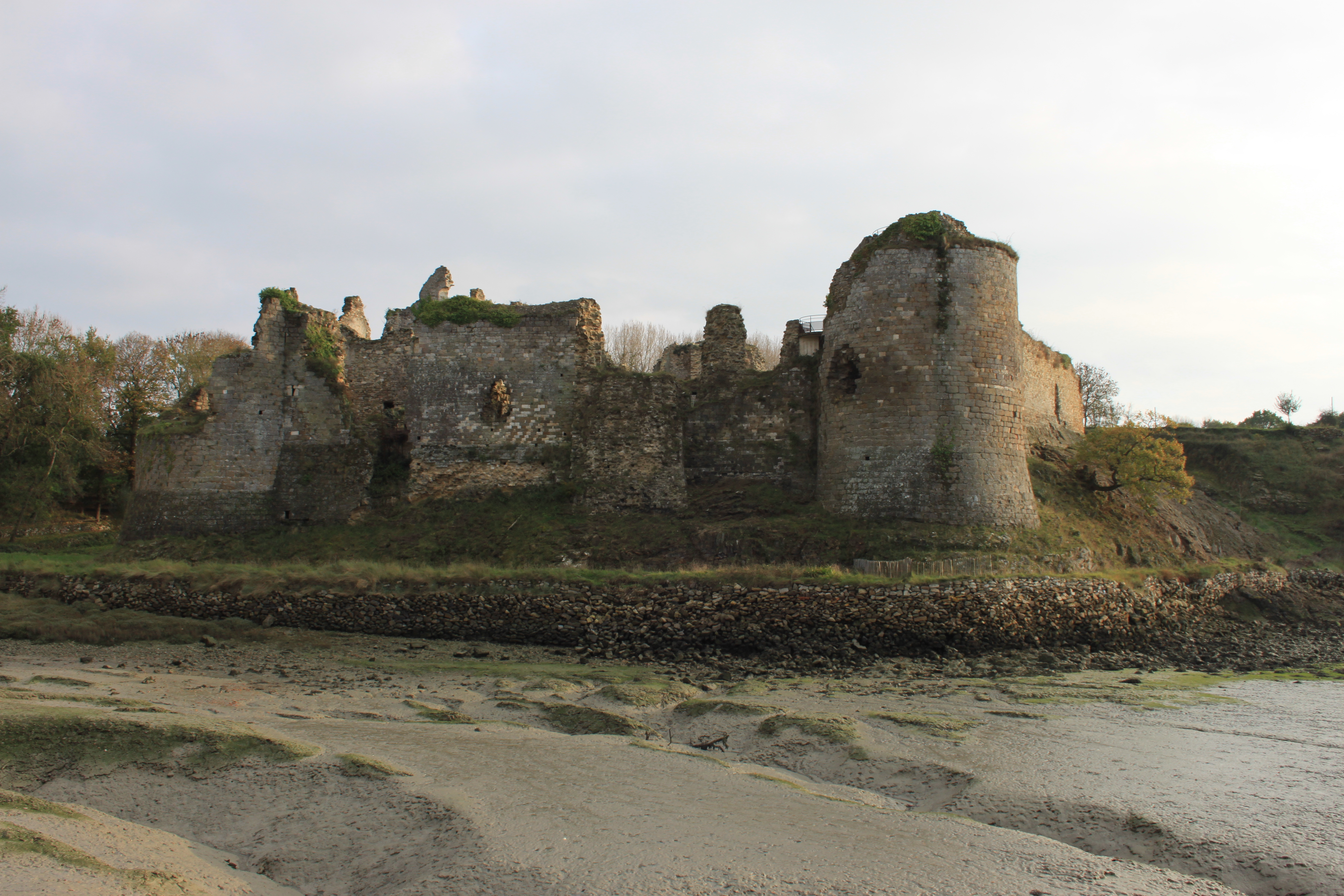
Gesamtansicht
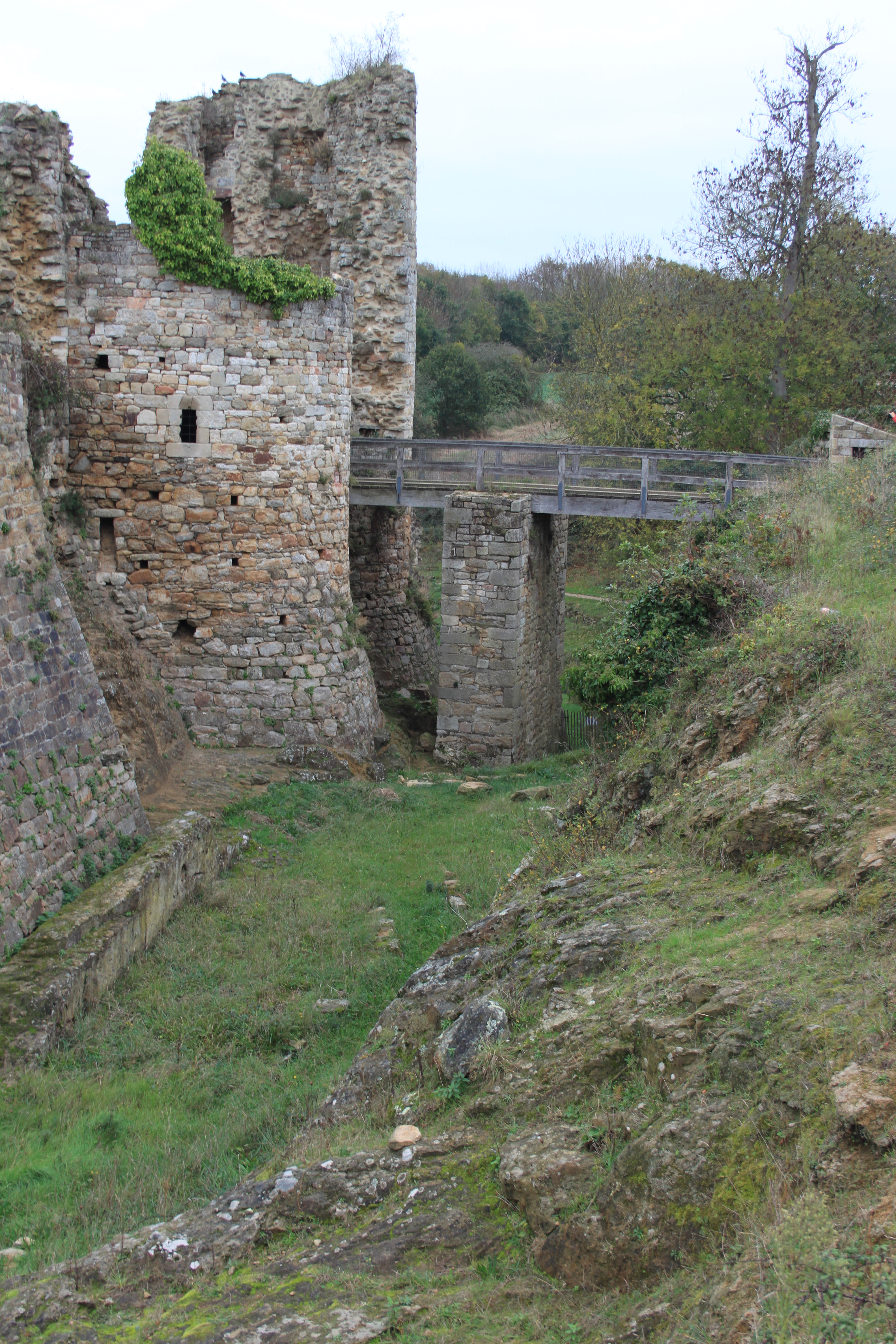
Blick auf die Zugbrücke
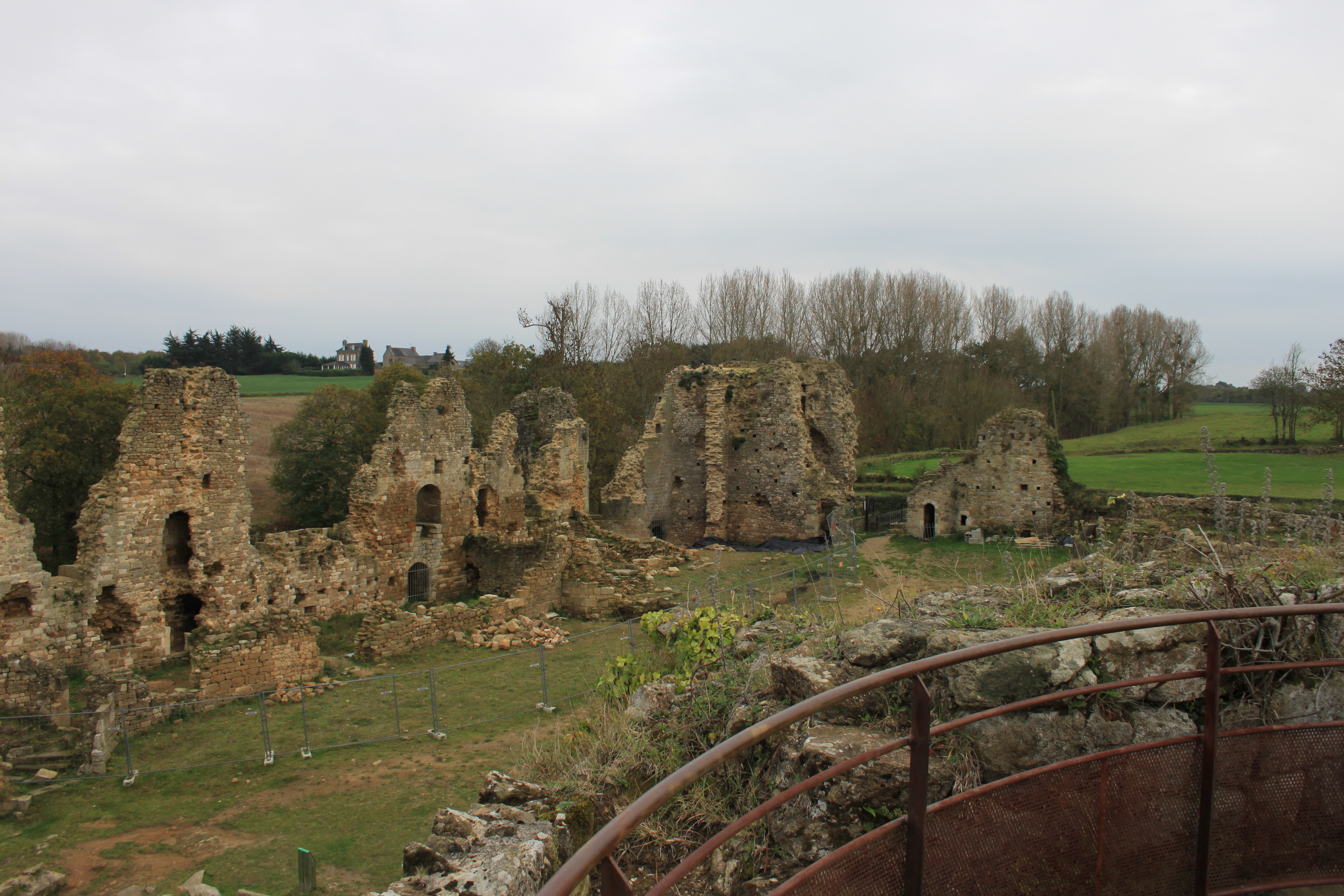
Innenansicht
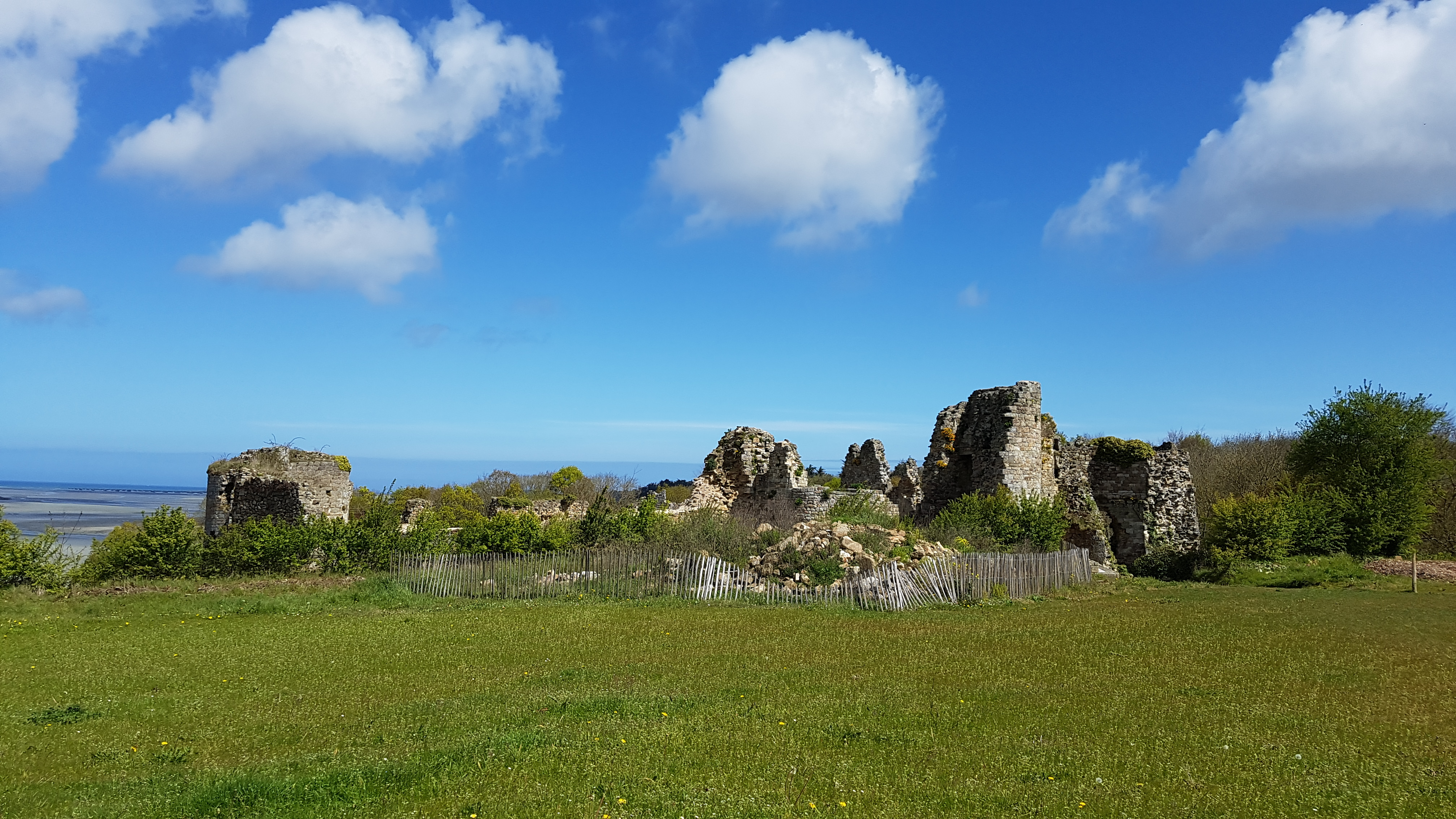
Zugang
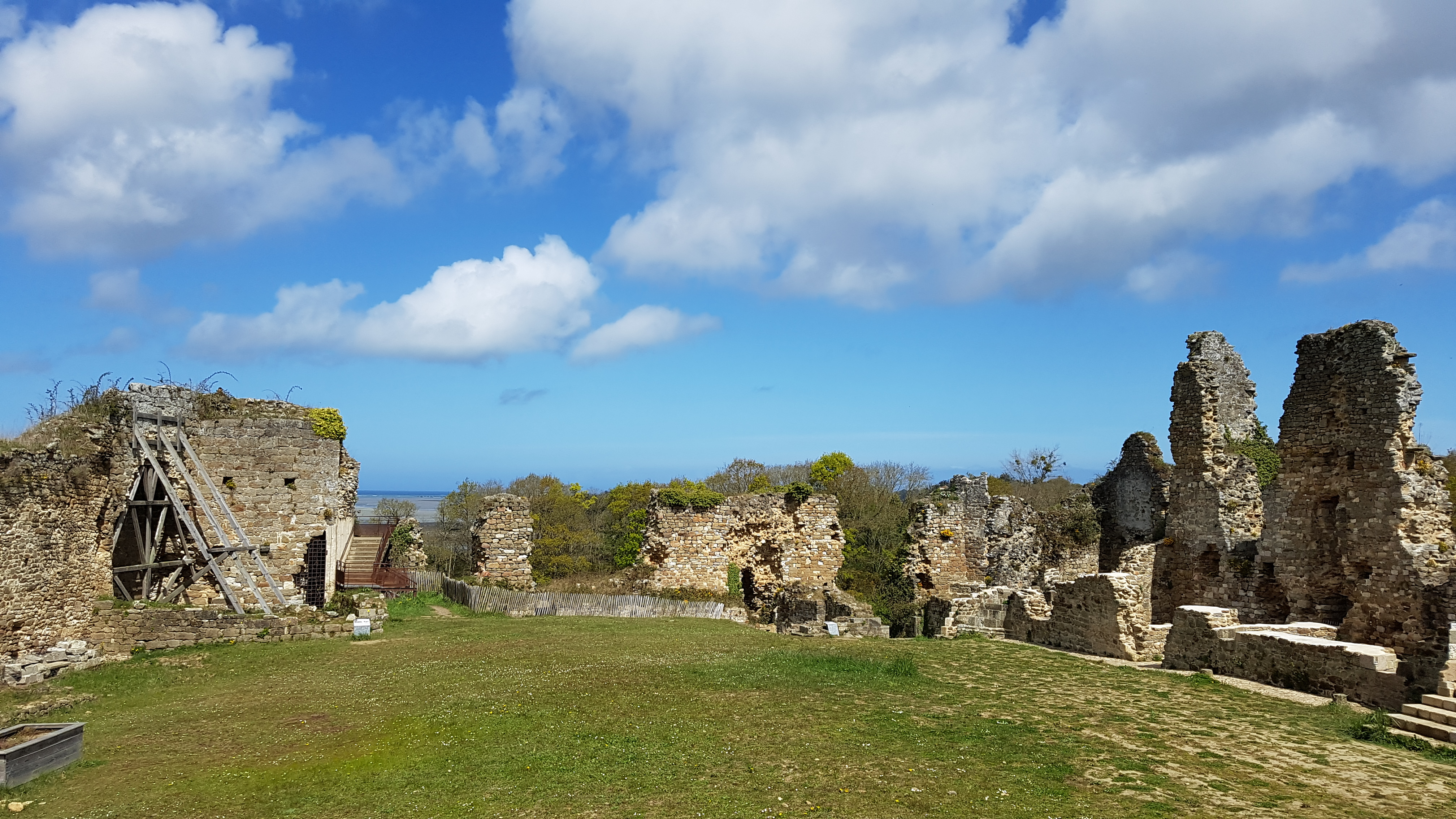
Innenhof
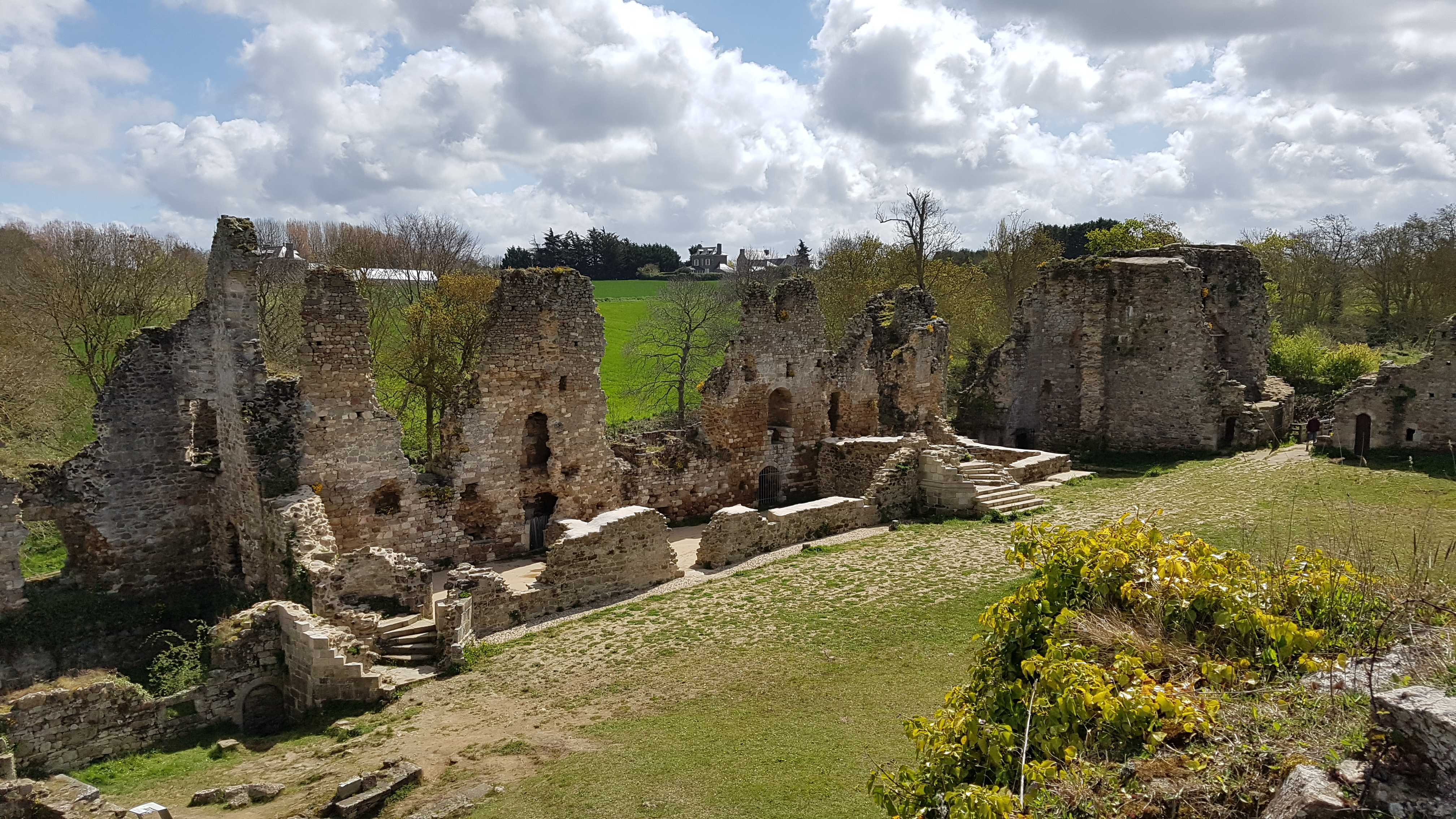
Rechter Flügel
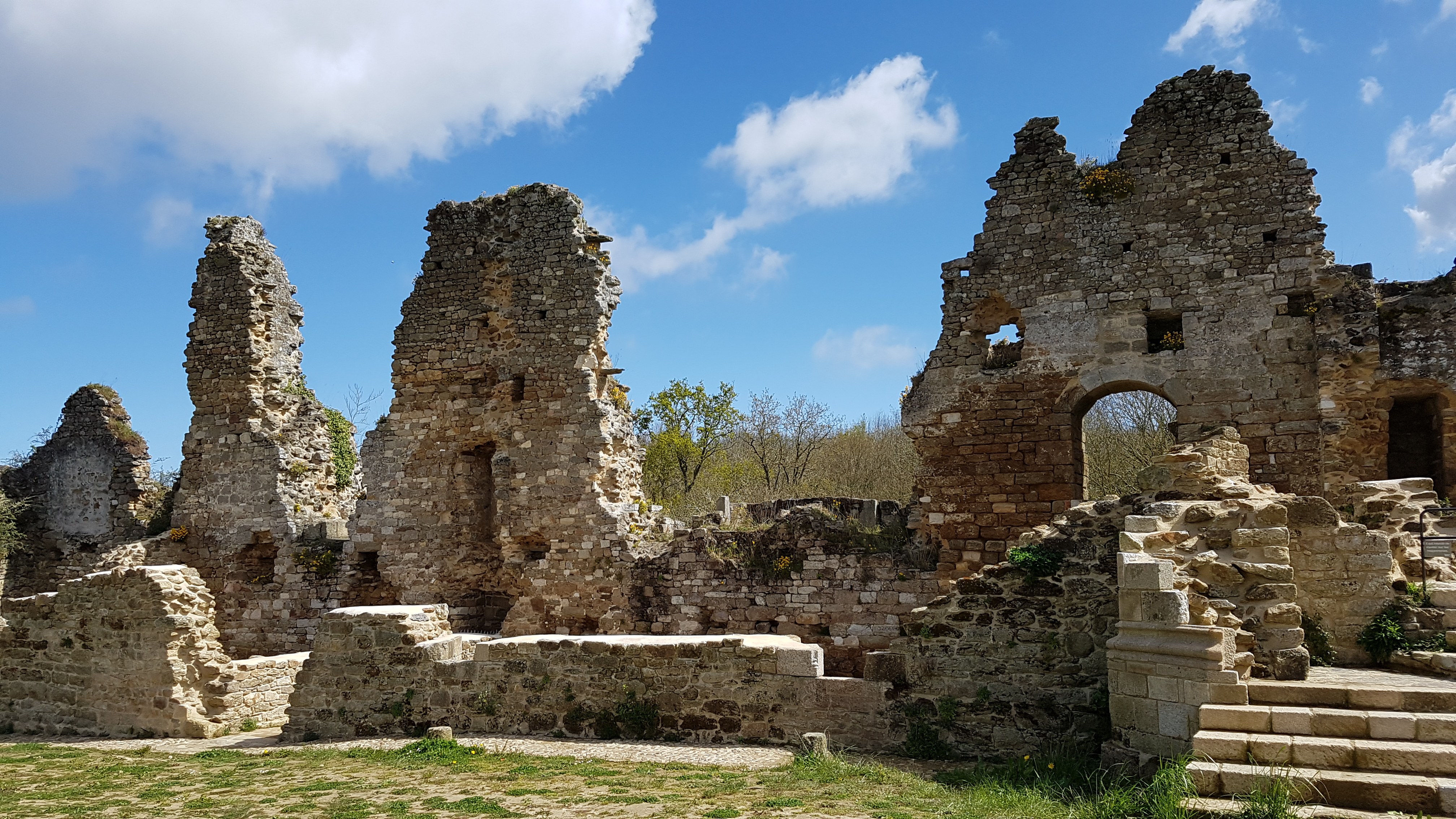
Detail des rechten Flügels
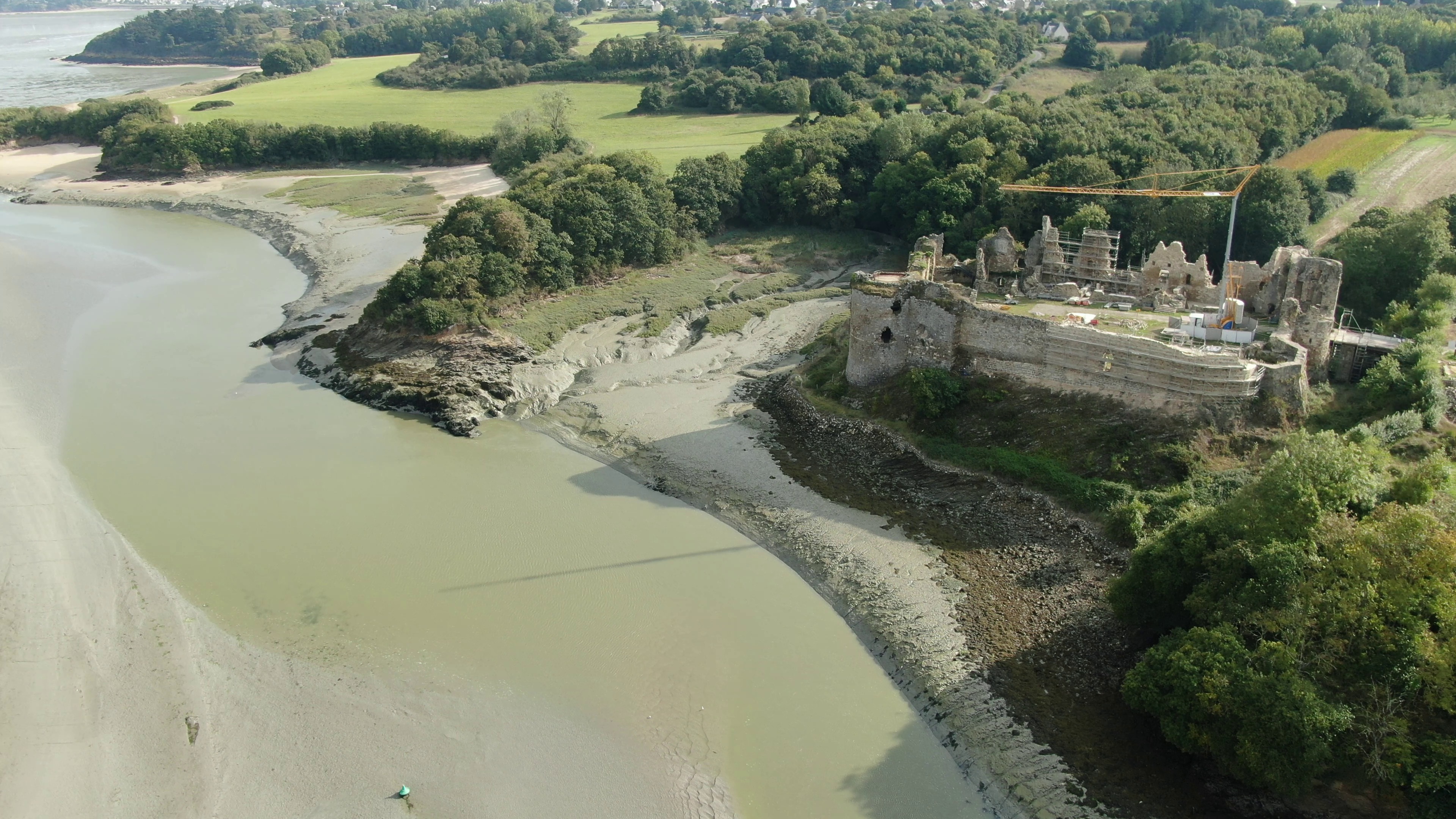
Luftbild

## Herren von Le Guildo
- Die Grafen von Penthièvre (11. Jahrhundert)
- Charles de Dinan († 1418)
- Jacques de Dinan († 1444)
- Françoise de Dinan († 1500), Ehefrau von Gilles de Bretagne († 1450)
- Die Laval (16. Jahrhundert).
- Saint-Laurent d’Avaugour (17. Jahrhundert).

Vom 17. Jahrhundert bis zur Revolution war die Burg verpachtet; sie wurde am 17. Juni 1794 verkauft und diente im 19. Jahrhundert als Steinbruch.